# Skaradjäknarnas förening
Sammanslutning för dem som gått igenom Katedralskolan, Skara. Föreningen, som grundades 1916, har totalt cirka 1650 medlemmar. Skaradjäknarna har avdelningar med olika aktiviteter på tre olika orter: Stockholm, Göteborg och Skara.
Syftet med Skaradjäknarnas förening är att bevara och stärka känslan av samhörighet med dem som genom åren gått igenom gymnasieutbildningen i Skara. Beteckningen djäkne används numera främst om elever vid traditionsbärande gymnasier som Katedralskolorna i Skara och Uppsala.
Stoltheten över att vara Skaradjäkne framgår tydligt i den dikt Johannes Edfelt skrev för att hylla Katedralskolan vid dess 300-årsjubileum. Han skriver bland annat:
| ” | Först tiden kan förklara, vad detta innebär: att ha en gång i Skara fått boken kär... | „ |
| – Johannes Edfelt, Katedralskolan i tiden, Festskrift utgiven i anledning av Skara gymnasiums 350-årsjubileum, s. 4 1991 |                                                                                       |   |